# ВЕС Рифгат
ВЕС Рифгат (нім. Offshore-Windpark Riffgat) — німецька офшорна вітроелектростанція, введена в експлуатацію у 2014 році.
Місце для розміщення ВЕС обрали в Північному морі за 15 км на північний захід від острова Боркум (частина Фризького архіпелагу). Восени 2012 року плавучий кран Oleg Strashnov виконав роботи зі спорудження фундаментів. Кожен із них включав монопалю діаметром 6,5 метра й завдовжки до 72 метрів, яка забивалася на 28—48 метрів під морське дно. Вага монопалі становила до 748 тон, крім того, на неї зверху встановлювався перехідний елемент (до якого і кріпляться башти вітроагрегатів) вагою 207 тон.
Встановлення вітрових турбін провело спеціалізоване судно Bold Tern, яке закінчило роботи в червні 2013-го.
Ґратчасту опорну основу («джекет») офшорної трансформаторної підстанції встановив восени 2012-го згаданий вище Oleg Strashnov, а через рік він же провів монтаж на неї надбудови з обладнанням («топсайду»). На верхній палубі цієї підстанції передбачили гелікоптерний майданчик, розрахований на прийом машин типу AW-139.
Головний експортний кабель завдовжки 48 км, розрахований на роботу під напругою 155 кВ, проклало судно Bodo Installer. При цьому доводилось переривати роботи для проведення підриву численних бомб часів Другої світової війни, виявлених на трасі будівництва. Після виходу на суходіл біля Pilsum (півтора десятка кілометрів на північний захід від Емдена) експортний кабель пролягає ще на 30 км до місця з'єднання з енергомережею.
Станція складається з розміщених на площі 6 км2 тридцяти вітрових турбін Siemens типу SWT-2.6-120 з одиничною потужністю 2,6 МВт та діаметром ротора 120 метрів. Їх змонтували на баштах висотою 90 метрів у районі з глибинами моря до 20 метрів.
Проект спільно реалізували компанії Enova та EWE.